# André van den Gheyn
André van den Gheyn était fondeur de cloches à Louvain (Belgique) au XVIIIe siècle.